# PlayStation World
PlayStation World (PSW) era una revista mensual de videojuegos que cubría la marca PlayStation. Las páginas incluían noticias, avances, reseñas y páginas de cartas. Fue lanzado en 2000, publicado por Computec Media. La revista tenía una tirada de 17 132 junto con un número de lectores de 210 000. La parte británica de Computec Media fue adquirida por Future Publishing en 2003, y el título se agregó a la cartera de Future. En el momento de la adquisición, la revista tenía una circulación mensual promedio de 53 349. En 2007, la circulación de la revista había disminuido a 17 132. El 13 de agosto de 2009, Future Publishing anunció que iba a cerrar la revista PSW, citando la «demanda decreciente» como la razón del cierre de la publicación.